# Morón (ort i Kuba)
Morón är en ort i Kuba.   Den ligger i provinsen Provincia de Ciego de Ávila, i den centrala delen av landet, 400 km öster om huvudstaden Havanna. Morón ligger 12 meter över havet och antalet invånare är 66 060.
Terrängen runt Morón är platt. Runt Morón är det ganska tätbefolkat, med 62 invånare per kvadratkilometer. Morón är det största samhället i trakten. Trakten runt Morón består till största delen av jordbruksmark.